# Charlot in cerca di lavoro
Charlot in cerca di lavoro (His New Profession) è un cortometraggio del 1914 scritto, diretto, montato e interpretato da Charlie Chaplin. Prodotto dalla Keystone Pictures Studio, il film fu girato in esterni a Venice (Los Angeles), completato il 14 agosto 1914 e distribuito negli Stati Uniti dalla Mutual Film il 31 agosto. In italiano è stato trasmesso in TV col titolo Charlot infermiere, mentre in inglese è noto anche come Helping Himself e The Good for Nothing.

## Trama
Una giovane coppia è al parco con lo zio invalido di lui. Entrambi mal sopportano la presenza del parente, così il nipote, dopo aver incontrato Charlot, gli affida lo zio dietro compenso. Mentre Charlot (con qualche difficoltà di manovra) porta in giro l'uomo sulla sedia a rotelle, si ferma davanti a un bar e chiede in prestito all'invalido una moneta per comprare da bere, ma gli viene negata. Allora Charlot, una volta assopitosi il suo assistito, lo sistema a fianco di un finto storpio addormentato sul pontile con un cartello invitante a lasciare un'elemosina in una tazzina. Charlot sposta cartello e tazzina sul suo assistito e, appena una donna lascia una moneta, se la porta via per spenderla al bar.
Charlot torna appena in tempo per sedare un alterco tra i due uomini, portando via il suo assistito. Nel frattempo il nipote e la sua fidanzata si erano separati dopo che lei aveva visto lo zio del fidanzato a fare l'elemosina, e la ragazza casualmente si siede in una panchina accanto a Charlot, che subito ne approfitta per corteggiarla. All'arrivo del fidanzato, nasce una rissa che coinvolge anche il finto storpio e due poliziotti.

## Distribuzione

### Data di uscita
Le date di uscita internazionali sono state:
- 31 agosto 1914 negli Stati Uniti
- 1º novembre 1915 in Italia
- 12 novembre in Spagna (Charlot faquín)
- 14 dicembre 1917 in Danimarca (Chaplin er upålidelig)